# Stara baśń (serial telewizyjny)
Stara baśń – polski trzyodcinkowy serial telewizyjny w reżyserii Jerzego Hoffmana, wyprodukowany w 2004 r. na podstawie powieści Stara baśń Józefa Ignacego Kraszewskiego z 1876.
Serial powstawał niemal równocześnie z wersją kinową pod tytułem Stara baśń. Kiedy słońce było bogiem.

## Opis fabuły
Akcja serialu rozgrywa się w IX wieku. W nadgoplańskim kraju rządy sprawuje książę Popiel. Aby zapewnić sukcesję synowi morduje cały swój ród, jednak jego zbrodnie wywołują bunt.

## Obsada
- Michał Żebrowski – Ziemowit
- Katarzyna Bujakiewicz – Mila
- Daniel Olbrychski – Piastun
- Bohdan Stupka – Popiel
- Anna Dymna – Jaga
- Ewa Wiśniewska – Jaruha
- Jerzy Trela – Wizun
- Ryszard Filipski – Wisz
- Marina Aleksandrowa – Dziwa
- Maria Niklińska – Żywia
- Małgorzata Foremniak – Księżna, żona Popiela
- Krystyna Feldman – Wróżka
- Andrzej Pieczyński – Znosek
- Wiktor Zborowski – Wiking Tłumacz
- Michał Sieczkowski – Leszek
- Marcin Mroczek – Zdobek
- Michał Chorosiński – Bratanek
- Andrzej Grąziewicz – Zabój
- Jerzy Braszka – pachołek Ziemka
- Zdzisław Szymborski – kapłanka
- Jerzy Dukay – Szpak
- Marek Cichucki – jeździec Zwiastun
- Tomasz Zaliwski – Duży
- Maciej Kozłowski – Smerda